# Villa La Grancia

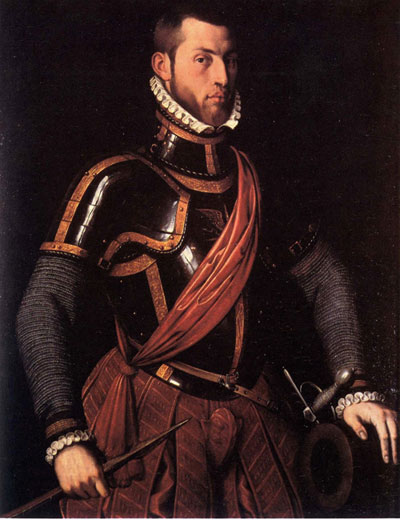
Ritratto del duca Vespasiano Gonzaga in armi.

Villa La Grancia è uno storico edificio di Villa Pasquali, frazione di Sabbioneta.

## Storia
Edificata a metà del XV secolo, passò in proprietà a Ludovico II Gonzaga, che provvide al suo restauro. Grazie all'intervento del duca di Sabbioneta Vespasiano Gonzaga, l'edificio divenne la propria villa rurale, deputata all'ozio e al riposo dalla vita di corte. L'interno venne affrescato con soggetti mitologico-simbolici e ritratti riferiti alla dinastia imperiale di Rodolfo II d'Asburgo.
L'edificio, a forma di corte chiusa, mantenne anche la sua destinazione agricola di controllo sul territorio e luogo di raccolta dei prodotti agricoli. 
In origine, la costruzione principale era posta al centro di due giardini arricchiti da una fontana, un padiglione ad archi, una peschiera oggi scomparsa ed una stalla destinata al bestiame. 
Con la morte del duca nel 1591, la corte perse il ruolo di residenza nobile, subendo negli anni successivi a numerosi rifacimenti. Dal 2018 è in corso di ristrutturazione.